# Родионов, Алексей Иванович
Алексе́й Ива́нович Родио́нов (9 августа 1940, Новая Тумба, Татарская АССР — 23 октября 2023, Самара) — советский и российский государственный деятель, председатель Куйбышевского горисполкома Совета народных депутатов (1988—1990).

## Биография
Родился 9 августа 1940 года в селе Новая Тумба Юхмачинского района Татарской АССР. Отцом его был Иван Ефимович Родионов, рабочий лесозавода, который погиб на фронтах Великой Отечественной войны, когда Леше еще не исполнилось и двух лет. Его мать Александра Дмитриевна работала на том же лесозаводе, а затем в совхозе. Она умерла в 1987 году.

### Образование
В 1956 году окончил Юхмачинскую среднюю школу.
В 1958 году окончил Куйбышевское городское профессионально-техническое училище № 6 Куйбышевского областного управления профтехобразования, по специальности машинист-экскаваторщик.
В 1968 году заочно окончил Куйбышевский политехнический институт по специальности инженер-электрик.

### Трудовая деятельность
В 1959—1962 годах — срочная служба в рядах Советской Армии («воздушный стрелок-радист»).
Работал машинистом экскаваторщиком, механиком, главным механиком, начальником участка в трестах «Металлургстрой» и «Строймеханизация», был главным инженером специального управления механизации работ на строительстве Самарского металлургического завода.
В 1971—1975 годах — секретарь комитета КПСС треста «Строймеханизация».
В 1975—1978 годах — заместитель председателя Кировского райисполкома города Куйбышева.
В 1978—1979 годах — председатель Промышленного райисполкома.
В 1979—1988 годах — избран народным депутатом Куйбышевского Совета народных депутатов, которым назначен заместителем председателя его городского исполнительного комитета (Куйбышевского горисполкома).
С 15 декабря 1988 по ноябрь 1990 года — председатель Куйбышевского городского исполнительного комитета Совета народных депутатов (Куйбышевского горисполкома).
В 1990—1991 годах — заместитель председателя Куйбышевского облисполкома (под руководством К. А. Титова).
В 1992—2000 годах — заместитель главы администрации Самарской области (К. А. Титова) — председатель комитета по топливу, энергетике и транспорту администрации области, заместитель губернатора Самарской области (К. А. Титова) — директор департамента по топливно-энергетическому комплексу, химической и нефтехимической промышленности, транспорту и связи администрации области.
В дальнейшем работал советником ООО «ЮКОС Москва», советником генерального директор ОАО «Самаранефтегаз» нефтяной компании «Роснефть».
Скончался 23 октября 2023 года на 84-м году жизни.

### Звания и награды
- Почётный гражданин Самарской области (2004 год)
- Орден Трудового Красного Знамени
- Орден Дружбы Народов
- медали